# Стюарт, Дейл
Дейл Стюарт (англ. Dave Stewart) — южноафриканский музыкант, выступающий за рок-группу Seether (бывш. Saron Gas), в которой является бас-гитаристом. Родился 30 ноября 1979 года в городе Питермарицбург.

## Начало игры в группе
Дейл Стюарт начинал играть в группе c самого начала её становления, то есть с 1999 года, вместе с вокалистом и гитаристом Шоном Морганом и барабанщиком Дэвидом Кохи.
Первую демо-запись музыканты записали в 2000 году на локальной студии Sonovision Studios, которые начали распространяться при помощи студенческих или маленьких клубных концертов, за небольшое время у группы появились первые южноафриканские фанаты. После записей на прошлой студии, перспективную группу увидел рекорд-лейбл Muskeeter Records, предложивший группе запись дебютного альбома и контракт, благодаря чему появился первый музыкальный альбом группы Seether (тогда еще именующейся Saron Gas) под названием «Fragile», альбом включал в себя 15 треков.
В начале 2002 года группа вернулась в Нью-Йорк, который всё ещё оправлялся от террористических атак 11 сентября. Название группы, Saron Gas, внезапно приобрело новый негативный оттенок. В контракте говорилось, что им придётся сменить название, потому что в ходе террористической атаки в Японии был использован газ зарин, и, учитывая деликатность ситуации в то время, это выглядело не очень хорошо. В конце концов они остановились на названии «Seether», назвались они так из-за песни Veruca Salt с названием «Can’t Fight The Seether».
Впоследствии вместе с группой Дейл Стюарт записал 10 альбомов (учитывая альбом группы Saron Gas и концертный альбом «One Cold Night»).